# Лесной (Алатырский район)
Лесно́й (чув. Лесной) — опустевший посёлок Алатырского района Чувашской Республики. Относится к Алтышевскому сельскому поселению.

## Географическое положение
Посёлок расположен в 24 км к северо-востоку от районного центра, Алатыря, и в 3 км к югу от центра поселения. Ближайшая железнодорожная станция Алтышево в 5 км.

## История
Посёлок основан 30 мая 1957 года в качестве пункта для заготовки леса. Жители посёлка были русскими, занимались рубкой и отгрузкой древесины. С начала XXI века посёлок опустел. Начиная с редакции 2011 года, посёлок Лесной в уставе сельского поселения не значится, хотя сохраняется несколько домов.

### Административная принадлежность
Первоначально в 1957 году посёлок был отнесён к Засурско-Безднинскому сельсовету, но в том же году передан Алтышевскому сельсовету, ныне Алтышевскому сельскому поселению.

## Население
| 2010 | 2012 |
| ---- | ---- |
| 0    | →0   |

Число дворов и жителей:
- 1957 год — 16 мужчин, 24 женщины.
- 2002 год — 0 мужчин, 1 женщина (мордовка)[5].
- 2010 год — постоянных жителей нет[2].